# Balla Vivienne
Balla Vivienne (Tatabánya, 1986. június 24. –) fotóművész, divatfotós.
2010-ben szerzett diplomát a Moholy-Nagy Művészeti Egyetem fotográfia szakán. Művészprojektjei mellett divatfotózással foglalkozik. "Célja, hogy a divatfotóiba a személyes mondanivalóját is belecsempészhesse, így mosva el a határt a művész és a divat projektjei között". Rendszeresen publikál a hazai vezető divatmagazinokban és számos divattervezőnek készíti kampányait évről évre. Diplomáját követően mindössze két év kellett, hogy elnyerje az Év Divatfotósa díjat.

## Iskolái
2006 - 2011 Vizuális és Környezetkultúra tanár (Moholy-Nagy Művészeti Egyetem)

2005 - 2010 Vizuális Kommunikáció - Fotográfia (Moholy-Nagy Művészeti Egyetem)

2003 - 2004 Fotográfia (Szellemkép Szabadiskola)

2000 - 2005 Tóparti Művészeti Szakközépiskola

## Díjak, elismerések
- 2014: Fashion Awards Hungary, "Az Év Divatfotósa” (jelölés)
- 2012: Fashion Awards Hungary, "Az Év Divatfotósa”

## Önálló kiállításai
2012
- Dreams - (STUDIO V, Design Hét)

2011
- Vivienne's Diary - (FISE Galéria)
- Dash of Color (Tripont Galéria)
- Marion, (Millenáris Park)
- Divatpillanatok, (Lánchíd 19 Design Hotel)

## Csoportos kiállítások
2012
- FISE 30, (Iparművészeti Múzeum)
- Emberi méltóság, (Ludwig Múzeum)

2011
- Fotogének (Spiritusz Galéria)
- Mozgásban (Spiritusz Galéria)

2010
- Budapest Art Fair (Műcsarnok)
- Art Moments (Hybrid Office Galéria)
- MOME Foto 2010 (Eötvös 10 Galéria)
- Generation Rules (Hybrid Art & Cafe)
- MOME Diploma 2010 (Ponton Galéria)
- Contrasts (FISE Galéria)

2009
- Green MOME (Ponton Galéria)
- Entrópia (Instant Art Bár Kert)
- MOME Maraton (Millenáris Park)
- Ami személyes és ami... (Óbudai Társaskör Galéria)

2008
- MOME BESTiárium (Ponton Galéria)
- Első látásra (Szent István Király Múzeum)

## Magazin Publikációk
Vogue (UK), Harper's Bazaar Arabia, Harper's Bazaar Qatar, Condé Nast Traveller Middle-East, VIVA, Indulge (Middle-East), Marie Claire Arabia, Marie Claire Lower Gulf, Marie Claire Hungary, Cosmopolitan, Glamour, InStyle, Shape, Joy, D-journal, Nők Lapja Évszakok, Nők Lapja, Maxima, Éva Magazine, Fashion Issue, Maxima, Fashion Issue, Fotóművészet Magazin, Balkon, Szellemkép, Munkácsi Magazin, Overseas Living (UK), Life Magazin, Where Budapest Magazine, Új Művészet Magazin, PEP! Magazin, Elite Magazin, MOHA Magazin, 2beMAG (ES), Kismet Magazine (US), mashKulture Juicy, HG.hu, Le Cool Budapest, Spottr.hu, Fan the Fire Magazine (UK), Design You Trust, Le Journal Graphic, Looks Like Good Design, Bedroom Genius, Design Corner.

## Ügyfelek
Giorgio Armani, Emporio Armani, Armani Junior, Nike, Samsung, Honda, L'oréal, M.A.C. Cosmetics, Clinique, Marks & Spencer, Vodafone, bet365, Viva TV, Attitude, Katti Zoób, Árkád

## Online és közösségi média mint promóciós eszköz
Balla Vivienne sikereiben szerepet játszott az, hogy korán felismerte a közösségi és online média előnyeit. Itthon, pályatársai közül elsők között kísérletezett online médiumok használatával, melyek mára általánossá váltak a szakmában. Miután elkészítette professzionális portfólió oldalát, blogot kezdett vezetni fotózásairól, melyen werkfilmeket publikált. A Facebook hazai elterjedésével 'rajongói oldalt' indított, majd 2011-ben megjelent saját iPhone alkalmazása, 2012-ben pedig Androidon is elérhetővé tette a portfólióját. Mára ezek a megjelenési formák megszokottá váltak, de akkoriban nagy léptékben segített nevét megismertetni a divatszakmában.